# Bedrijfsopvolging
Bedrijfsopvolging is het voorzien in het voortbestaan van een bedrijf als de omstandigheden plotseling of in de nabije toekomst zullen veranderen. Indien de bedrijfsopvolging zorgvuldig gepland wordt, spreekt men van geleidelijke bedrijfsopvolging. 
Mogelijke oorzaken:
- afstoting van een bedrijf door de moedermaatschappij, managementbuy-out
- overdracht van het bedrijf op de kinderen
- verandering van de financiële structuur

Verschillende firma's en accountantskantoren zijn hierin gespecialiseerd en er bestaat een bacheloropleiding in deze richting. Overnameadviseurs zijn deels georganiseerd in de Beroepsorganisatie voor Specialisten in Bedrijfsoverdracht (BOBB).
Bij de overdracht van een bedrijf zijn vele facetten belangrijk, waaronder:
- de financiële structuur van het bedrijf
- de solvabiliteit van de overnemer
- financiële balans van het bedrijf

Als het bedrijf een bv is, kunnen de aandelen geschonken of verkocht worden. Wat er met een bedrijf gebeurt bij overlijden kan in een ondernemerstestament vastgelegd worden.

## Overdracht binnen de familie
Een onderneming of bedrijf kan in verschillende rechtsvormen worden gedreven. Denk aan een eenmanszaak, een vennootschap onder firma (VOF), een commanditaire vennootschap (cv), een maatschap, een besloten vennootschap (bv) of een naamloze vennootschap (nv). Bij de bedrijfsopvolging binnen de familie wordt deze rechtsvorm aan de volgende generatie overgedragen.

#### De bedrijfsopvolgingsregeling (BOR)
De overdracht binnen de familie kan plaatsvinden door verkoop tijdens leven, door een schenking of krachtens erfrecht bij een overlijden. Bij het schenken of erven van een onderneming kan onder voorwaarden gebruik worden gemaakt van vrijstellingen die opgenomen zijn in de Successiewet 1956. De vrijstellingen zijn opgenomen in de artikelen 35b tot en met 35f Successiewet 1956 en beslaan de zogeheten bedrijfsopvolgingsregeling (ofwel BOR). Er wordt dan gekeken naar de waarde van de onderneming. Blijft de waarde onder € 1.045.611 dan is er sprake van 100% vrijstelling. Boven dat bedrag is een vrijstelling van 83% van toepassing. Is er uiteindelijk een bedrag aan schenk- en of erfbelasting verschuldigd, dan kan een beroep worden gedaan op een rentedragende uitstel van betaling van 10 jaar.
Er moet voor de toepassing van de BOR sprake zijn van ondernemingsvermogen. De BOR is niet van toepassing op beleggingsvermogen. Bij het berekenen van de vrijstellingen mag er een franchise van 5% van het ondernemingsvermogen als beleggingsvermogen worden aangemerkt. Is er meer beleggingsvermogen dan mag over dit bedrag geen BOR worden toegepast.
Anno 2023 wil de regering de BOR versoberen.